# Serinus flavivertex
Il canarino capogiallo (Serinus flavivertex (Blanford, 1869)) è un uccello passeriforme della famiglia Fringillidae.

## Etimologia
Il nome scientifico della specie, flavivertex, deriva dall'unione delle parole latine flavus, "giallo", e vertex, "sommità del capo", col significato di "dal vertice giallo", in riferimento alla livrea di questi uccelli.

## Descrizione

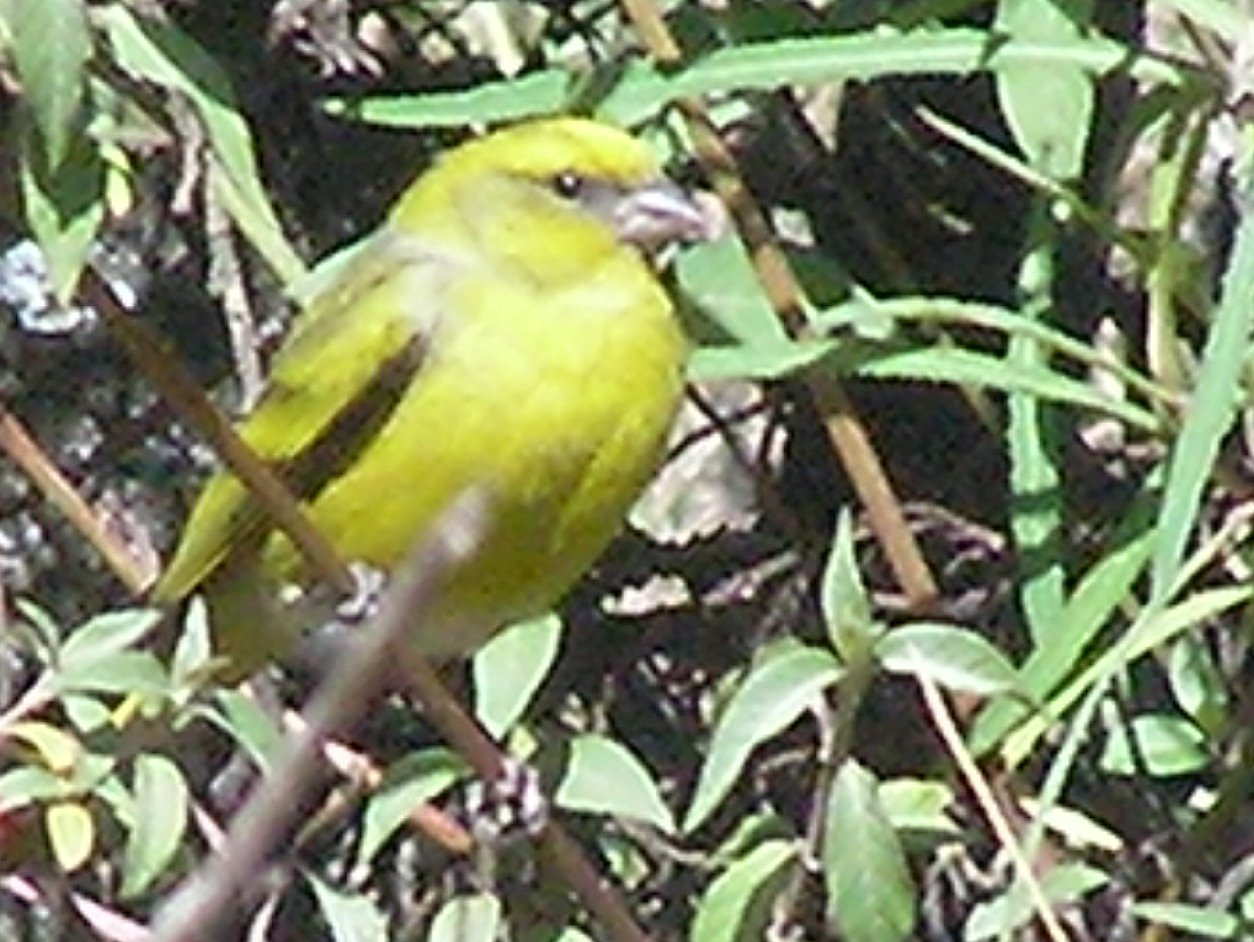
Esemplare a Debre Berhan.

### Dimensioni
Misura 11,5–13 cm di lunghezza, per 12,5-17 g di peso.

### Aspetto
Si tratta di uccelli dall'aspetto robusto, muniti di testa arrotondata, corto becco conico, ali appuntite e coda lievemente forcuta in punta. Nel complesso, il canarino capogiallo è molto simile al congenere e affine canarino del Capo, rispetto al quale si distingue per la quasi totale assenza di grigio nella livrea, in particolar modo per quanto concerne la testa.
Il piumaggio è giallo-verdastro su testa (con faccia dalle sfumature color cannella), petto, parte superiore del ventre, fianchi, codione e sottocoda, mentre nuca, dorso e ali sono più tendenti al verdastro (che in queste ultime orla le singole penne, per il resto nerastre, così come nere sono le remiganti e la coda) ed il ventre è biancastro.

Il dimorfismo sessuale è ben evidente, con le femmine dalla colorazione gialla quasi assente e presente solo sotto forma di sfumature su faccia e petto, mentre per il resto tale colore è sostituito dal grigio-brunastro. In ambedue i sessi il becco è nero-bluastro, le zampe sono di colore carnicino-nerastro e gli occhi sono di colore bruno scuro.

## Biologia
I canarini capogiallo sono uccelli diurni e molto vivaci e vispi, che all'infuori della stagione degli amori si muovono in gruppetti tenendosi per la maggior parte della giornata al suolo o fra i cespugli e l'erba alta alla ricerca di cibo, tenendosi in contatto fra loro mediante una serie di richiami cinguettanti, che divengono più aspri in caso di pericolo.

### Alimentazione
Si tratta di un uccello essenzialmente granivoro: la sua dieta si compone infatti di piccoli semi, granaglie e cereali, ma anche di bacche, germogli e frutta, oltre che (soprattutto durante il periodo riproduttivo, per far fronte all'accresciuta richiesta energetica) di piccoli insetti ed altri invertebrati.

### Riproduzione
Pare che questi uccelli possano riprodursi durante tutto l'arco dell'anno, privilegiando per farlo i periodi aprile-giugno e ottobre-dicembre. Si tratta di uccelli monogami, coi maschi che attirano le femmine col canto e poi le corteggiano con voli di parata lenti e sfarfallanti.
Il nido è a forma di coppa e viene ubicato fra i rami di un albero, a qualche metro dal suolo: alla sua costruzione partecipa la sola femmina, che si serve di rametti e fibre vegetali per edificare l'intelaiatura esterna e di lanugine e piumino per foderare l'interno, dove depone 3-6 uova. Anche la cova è appannaggio esclusivo della femmina: il maschio, durante le operazioni di costruzione del nido e di incubazione delle uova, sosta nei pressi del nido, cantando per avvertire eventuali intrusi nelle vicinanze di stare alla larga e procurando il cibo alla compagna.

Dopo due settimane d'incubazione schiudono i pulli: inizialmente ciechi ed implumi, attorno alle tre settimane di vita essi sono in grado d'involarsi, e a circa un mese e mezzo d'età possono dirsi indipendenti.

## Distribuzione e habitat

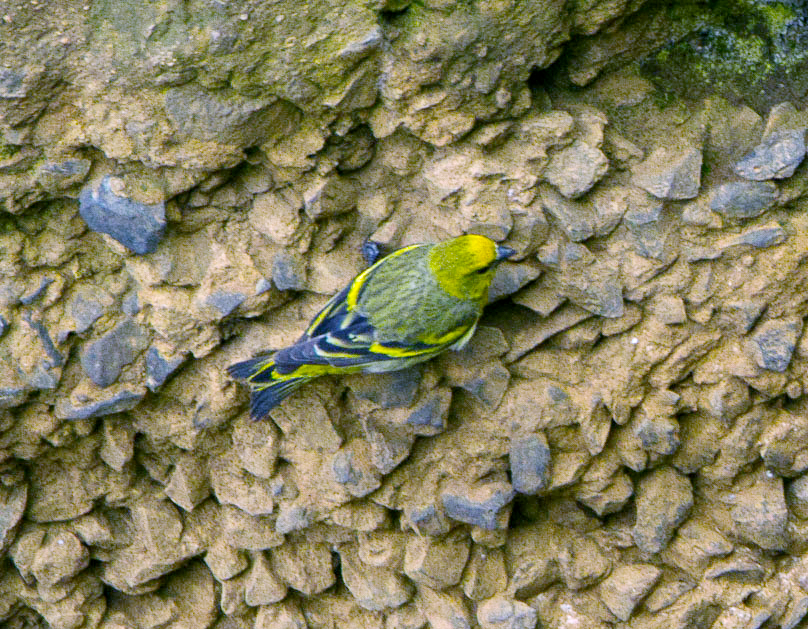
Maschio sul Monte Kenya.

Con areale disgiunto, il canarino capogiallo occupa una vasta porzione dell'Africa orientale dall'Eritrea alle estremità settentrionali di Mozambico e Malawi, oltre che l'Angola centro-meridionale.

Generalmente residente, le popolazioni più in quota tendono a svernare più a valle per evitare i rigori della stagione fredda: i giovani in dispersione, invece, possono compiere distanze anche considerevoli, arrivando fino allo Zambia nord-orientale.
L'habitat di questi uccelletti è rappresentato dalle aree submontane di boscaglia non eccessivamente fitta ed in generale dai terreni alberati con presenza di radure o zone erbose e cespugliose: il canarino capogiallo colonizza inoltre le aree antropizzate, spingendosi nei parchi e nei giardini urbani.

## Tassonomia
Se ne riconoscono tre sottospecie:
- Serinus flavivertex flavivertex (Blanford, 1869) - la sottospecie nominale, diffusa in Eritrea centro-settentrionale, Etiopia, Sudan del Sud sud-orientale, Kenya centrale e occidentale e Tanzania settentrionale;
- Serinus flavivertex sassii Neumann, 1922 - diffusa nell'area di confine fra Uganda sud-occidentale, Congo orientale, Ruanda e Burundi occidentali, Tanzania occidentale e sud-occidentale e Malawi settentrionale;
- Serinus flavivertex huillensis Sousa, 1889 - endemica dell'Angola centro-meridionale e sud-occidentale (dal sud della Provincia di Cuanza Sud alla Provincia di Huíla).

In passato, le tre sottospecie venivano considerate sottospecie del canarino del Capo, coi nomi rispettivamente di S. canicollis flavivertex, S. c. sassii e S. c. huillensis: attualmente, tuttavia, si tende a considerare il canarino capogiallo come una specie vera e propria.